# Сарињена
Сарињена (шп. Sariñena) град је у провинцији Уеска у аутономном региону Арагон (Шпанија).

## Становништво
| 1981. | 1991. | 2001. |
| ----- | ----- | ----- |
| 4.328 | 4.092 | 3.984 |